# واندا هسندريكس
واندا هسندريكس (بالإنجليزية: Wanda Hendrix)‏ هي ممثلة أمريكية، ولدت في 3 نوفمبر 1928 في جاكسونفيل في الولايات المتحدة، وتوفيت في 1 فبراير 1981 في بربانك في الولايات المتحدة بسبب ذات الرئة.

## أعمال

### أفلام
- (1950) كابتن كراي من الولايات المتحدة

## وصلات خارجية
- واندا هسندريكس على موقع IMDb (الإنجليزية)
- واندا هسندريكس على موقع ألو سيني (الفرنسية)
- واندا هسندريكس على موقع أول موفي (الإنجليزية)
- واندا هسندريكس على موقع قاعدة بيانات الأفلام السويدية (السويدية)
- واندا هسندريكس على موقع إن إن دي بي (الإنجليزية)
- واندا هسندريكس على موقع قاعدة بيانات الفيلم (الإنجليزية)
- واندا هسندريكس على موقع كينوبويسك (الروسية)